# Странна раздяла
„Странна раздяла“ (на немски: Seltsamer Abschied) е роман от немския писател Херман Ленц (1913–1998), публикуван през 1988 г.
Книгата е осма по ред от групата автобиографичните романи на Херман Ленц с главен герой писателя Ойген Рап: „Напуснати стаи“ (1966), „Други дни“ (1968), „Ново време“ (1975), „Дневник на оцеляването и на живота“ (1978), „Чужденец“ (1983), „Странникът“ (1986) и „Странна раздяла“ (1988), „Есенна светлина“ (1992) и „Приятели“ (1992).
„Странна раздяла“ е самостоятелна творба, в която Херман Ленц описва живота на своя постоянен герой, писателя Ойген Рап. Той е преживял периода на националсоциализма в Германия с вътрешно несъгласие, с дълбоко неверие в това „ново време“, както са го прокламирали глашатаите на фашистката пропаганда.
След края на войната героят на Ленц се е борил за физическо и нравствено оцеляване в атмосферата на разруха и всеобща покруса от националното поражение и чувство за вина. В своята мансарда Ойген Рап е продължил да води своето мъчително съществование на непризнат и отритнат творец – въпреки убеждението си, че за него няма място в тази епоха на реставрация и шумно рекламирано „стопанско чудо“. Така той остава чужденец в собствената си страна, превръща се в „странник“, който дири отдалечени местности, за да намери покой и вглъбение, но накрая отново се завръща в омразния му град и поема функцията секретар на местния съюз на писателите.
В романа „Странна раздяла“ Херман Ленц разказва за неочакваните промени в живота на героя си – умира майката на Ойген Рап. Към мъката му от тази раздяла се прибавя и притеснението, че трябва да напусне къщата, в която е прекарал четиридесет и седем години и която винаги е чувствал като сигурно убежище и крепост за творческите му начинания. Сега Ойген трябва да се раздели и с Щутгарт, понеже след двадесетгодишна служба в съюза на писателите го уволняват. Накрая Ойген Рап загубва и своя издател, а с това и всяка възможност за препитание – героят на Ленц е вече шестдесетгодишен.
Но писателят Рап не губи вяра в съдбата си и решава, че положението му, „макар и безнадеждно, е все пак розово“. И ето че възрастният творец намира подкрепа у млади почитатели и колеги, които го представят пред широката читателска публика. Рап намира нов издател за произведенията си и скоро добива известност като проникновен познавач на човешката природа и деликатен майстор на психологическата проза.
Книгата на Херман Ленц е значима творба в широката автобиографична панорама. Тя представя писателя с най-добрите му белетристични особености, от които така много се възхищава още през седемдесетте години Петер Хандке – негов ученик в художественото майсторство и творческата непреклонност пред „събитията на деня“.
Сам Херман Ленц казва за себе си: „Аз не съм нито 'сюрреалист', нито 'реалист', нито 'обществен обвинител', нито 'религиозен борец', а човек, който се опитва да разбере хората и да се вживее в тях.“ С тези думи писателят реагира на безразборните определения, които е получавал от критиката през дългия си творчески път.